# Tenkasi
Tenkasi là một thành phố và khu đô thị của quận Tirunelveli thuộc bang Tamil Nadu, Ấn Độ.

## Địa lý
Tenkasi có vị trí 8°58′B 77°18′Đ / 8,97°B 77,3°Đ Nó có độ cao trung bình là 143 mét (469 feet).

## Nhân khẩu
Theo điều tra dân số năm 2001 của Ấn Độ, Tenkasi có dân số 62.828 người. Phái nam chiếm 49% tổng số dân và phái nữ chiếm 51%. Tenkasi có tỷ lệ 74% biết đọc biết viết, cao hơn tỷ lệ trung bình toàn quốc là 59,5%: tỷ lệ cho phái nam là 81%, và tỷ lệ cho phái nữ là 67%. Tại Tenkasi, 11% dân số nhỏ hơn 6 tuổi.